# 金家巷聖母無染原罪堂
金家巷无原罪始胎堂是上海市浦东新区的一座天主教教堂，在紫槐路80号。
该堂原址在浦东大金家巷35号。始建于明末崇祯年间。1840年代初，南京教区署理主教罗伯济在该堂设主教府。1842年重返中国的首批耶稣会会士最初也住在该堂。1845年8月17日，朝鲜殉道圣人金大建在该堂被祝圣为神父。1847年，赵方济主教也在此祝圣为主教。
1872年，新建大堂，可容800人。1937年淞沪会战中，该堂毁于炮火。1949年重建哥特式大堂，可容千人，4月30日祝圣。5月，该堂毁于内战炮火。
2002-2004年，该堂在花木镇紫槐路80号重建，为圆形现代建筑，直径33米。